# Hymedesmia gisleni
Hymedesmia gisleni är en svampdjursart som beskrevs av Alander 1942. Hymedesmia gisleni ingår i släktet Hymedesmia och familjen Hymedesmiidae. Inga underarter finns listade i Catalogue of Life.